# Felipe Vila Real
Felipe Vila Real (Santa Rita do Passa Quatro, 13 de fevereiro de 1997) é um nadador paralímpico brasileiro.

## Biografia
Vila Real começou a nadar aos três anos e começou a participar de competições aos cinco. Ele competiu nos Jogos Paralímpicos de Verão de 2020 em Tóquio, onde conquistou a medalha de bronze na prova de revezamento 4x100 metros livre na classe S14.